# Ménétreux-le-Pitois
Ménétreux-le-Pitois ist eine französische Gemeinde mit 393 Einwohnern (Stand 1. Januar 2022) im Département Côte-d’Or in der Region Bourgogne-Franche-Comté.
Sie gehört zum Arrondissement Montbard und zum Kanton Montbard.
Nachbargemeinden sind Éringes im Norden, Bussy-le-Grand im Nordosten, Grésigny-Sainte-Reine im Osten, Venarey-les-Laumes im Süden, Grignon im Südwesten und Seigny im Westen.

## Bevölkerungsentwicklung
| Jahr                       | 1962 | 1968 | 1975 | 1982 | 1990 | 1999 | 2008 | 2015 |
| -------------------------- | ---- | ---- | ---- | ---- | ---- | ---- | ---- | ---- |
| Einwohner                  | 332  | 299  | 400  | 461  | 467  | 426  | 432  | 435  |
| Quellen: Cassini und INSEE |      |      |      |      |      |      |      |      |